# 李子晴
李子晴（2000年10月20日—），台灣女子羽球選手，就讀臺北市立大同高級中學、臺北市立大學。

## 簡歷
李子晴與鄧淳薰從小就是羽球女雙搭檔，二人在國中時期已在全國羽球排名賽中拿得乙組第一，順利升上甲組，在台東全中運中又在一局未失的情況下拿得冠軍。大同高中教練林峻永認為，二人的身體素質比一般同年齡選手突出，兩人球路與個性互補，李子晴較為主動，鄧淳薰則以補攻為主。
2017年8月，李子晴出戰懷卡托羽毛球國際賽，與鄧淳薰合作在女子雙打比賽決賽中以2比0（21-16、21-19）擊敗同樣來自台灣的鄭育沛/梁家溦，獲兩人搭配以來在國際成人賽的第一個冠軍。
2019年1年，李子晴與鄧淳薰在第1次全國羽球排名賽女子雙打甲組決賽以2比1（21-18、17-21、21-11）戰勝土銀選手張淨惠/楊景惇，奪得生涯首座排名賽冠軍，兩人亦成為賽史首對奪得女雙冠軍的高中組合。

## 主要比賽成績
| 年份   | 賽事                   | 公開賽級別 | 項目     | 搭檔   | 成績   |
| ------ | ---------------------- | ---------- | -------- | ------ | ------ |
| 2017年 | 懷卡托羽毛球國際賽     | 國際系列賽 | 女子雙打 | 鄧淳薰 | 冠軍   |
| 2017年 | 雪梨羽毛球國際賽       | 國際系列賽 | 混合雙打 | 蘇力瑋 | 準決賽 |
| 2018年 | 斯洛伐克羽毛球公開賽   | 未來系列賽 | 女子雙打 | 鄧淳薰 | 冠軍   |
| 2018年 | 葡萄牙羽毛球國際賽     | 國際系列賽 | 女子雙打 | 鄧淳薰 | 冠軍   |
| 2018年 | 葡萄牙羽毛球國際賽     | 國際系列賽 | 混合雙打 | 盧震   | 亞軍   |
| 2023年 | 越南羽毛球公開賽       | 超級100賽  | 女子雙打 | 江依樺 | 準決賽 |
| 2025年 | 新加坡羽毛球國際挑戰賽 | 國際挑戰賽 | 女子雙打 | 謝宓妍 | 準決賽 |

| 2007-2017年 | 首要超級賽 | 超級賽 | 黃金大獎賽 | 大獎賽 | 國際挑戰賽 | 國際系列賽 | 未來系列賽 | 其他 |

| 2018-2026年 | 總決賽 | 超級1000賽 | 超級750賽 | 超級500賽 | 超級300賽 | 超級100賽 | 國際挑戰賽 | 國際系列賽 | 未來系列賽 | 其他 |